# Piotr Todorovski
Piotr Yefímovich Todorovski (en ruso: Пётр Ефи́мович Тодоро́вский; Bobrynets, Ucrania, 26 de agosto de 1925 - Moscú, Rusia, 24 de mayo de 2013) fue un director de cine, guionista y director de fotografía ruso de origen ucraniano. Su hijo Valery Todorovski es también director.

## Carrera
Todorovski se unió al Ejército Rojo durante la Segunda Guerra Mundial y describió las experiencias vividas a lo largo del conflicto en varias de sus películas, incluyendo Rio-Rita (2008). En la década de 1950, trabajó como director de fotografía para Marlen Khutsiev.
Durante los años ochenta, ganó en popularidad en la Unión Soviética gracias a sus melodramas. Estos fueron descritos como «deleitosas comedias sin pretensiones, llenas de humor y, al mismo tiempo, conmovedoras».
En 1989, Piotr dirigió Intergirl, la cual causó mucha polémica al ser la primera película soviética relacionada con la prostitución. Su siguiente filme, Encore, Once More Encore!, se estrenó tres años más tarde, en 1992. En él, Todorovski presentó el desalentador panorama de la prostitución en una localidad pequeña. En 1995, su película What a Wonderful Game participó en la decimonovena edición del Festival Internacional de Cine de Moscú.

## Filmografía
- Romance urbano (1970)
- Tiempo de romances (1983)
- Intergirl (1989)
- Encore, Once More Encore! (1992)
- What a Wonderful Game (1995)

## Premios y distinciones
Óscar
| Año  | Categoría                          | Película                     | Resultado |
| ---- | ---------------------------------- | ---------------------------- | --------- |
| 1985 | Mejor película de habla no inglesa | Romance en tiempos de guerra | Nominado  |

Festival Internacional de Cine de Venecia
| Año  | Categoría                               | Película | Resultado |
| ---- | --------------------------------------- | -------- | --------- |
| 1965 | Mención especial a la mejor ópera prima | Vernost  | Ganador   |

En el año 1985, Todorovski fue seleccionado como el mejor artista nacional de Rusia. Encore, Once More, Encore! ganó el premio Nika a la mejor película en 1992. Tiempo de romances (1983) fue nominada para el Óscar a la mejor película extranjera. Asimismo, participó en la trigésimo cuarta edición del Festival Internacional de Cine de Berlín, en donde Inna Churikova ganó el Oso de Plata a la mejor interpretación femenina.